# Robin Mallapert
Robin Mallapert (fl. 1538-1553) va ser un músic francès del Renaixement, probablement un compositor, que va passar la major part de la seva vida a Roma. És més conegut com el mestre de Palestrina.
No se sap res del començament o el final de la seva vida, però va ser emprat successivament per diverses esglésies i capelles romanes: la Cappella Liberiana a la Basílica de Santa Maria Maggiore, en l'època en què Palestrina era un nen d'altar (pueri chorialis). el Sant Luigi dei Francesi, la Cappella Giulia (la Capella Juliana) a Sant Pere i a la Basílica de Sant Joan del Laterà, on va oficiar fins al juny de 1538. Durant el període 1538-1539, quan era mestre de capella a Santa Maria Maggiore, Palestrina era un dels seus cantants: el més probable és que ell li ensenyés cant i / o composició en aquest moment.

## Obra
Robin Mallapert, que també va ser compositor, no va deixar una obra cridanera. Això és el que assenyala a la Guia de música del Renaixement (2011) el musicòleg Philippe Canguilhem, que considera que "no ha deixat una obra inoblidable", tot i que va ser un dels mestres de Palestrina.
No obstant això, el musicògraf François-Joseph Fétis (1784-1871) informa que a Notizie de' contrappuntisti e compositori di musica, Giuseppe Ottavio Pitoni (1657-1743) lloa motets de Robin Mallapert que diu que va veure als arxius de l'església de San Lorenzo de Damaso. També assenyala que l'obra Basilicæ S. Mariœ Majoris de urbe descriptio e delineatio d'Abbé Paul de Angelis indica que va ser un excel·lent cantant.
No se li assigna música amb certesa. No obstant això, un conjunt de sis configuracions del Magnificat, atribuïdes a "Rubino", són probablement seves.

## Article
- (italià) Alberto Cametti, "Rubino Mallapert, maestro di Giovanni Pierluigi da Palestrina"," Rivista Musicale Italiana, vol. 29, 1922, pp. 335-348